# Michael Raphael Klein
Michael Raphael Klein (* 1981 in München) ist ein deutscher Schauspieler.

## Leben

### Ausbildung und Anfänge
Michael Raphael Klein, gebürtiger Münchner, wuchs in Essen auf. Ursprünglich wollte Klein, der bereits als Kind gerne malte und zeichnete, ein Kunststudium aufnehmen, entschied sich dann jedoch für die Schauspielerei.
Nach seinem Abitur (2001) an der Odenwaldschule Oberhambach und einer Ausbildung zum Schreiner und Tischler, die er 2002 mit dem Gesellenbrief abschloss, studierte Klein von 2003 bis Sommer 2007 Schauspiel an der Hochschule für Musik und Darstellende Kunst in Frankfurt am Main. Während seiner Ausbildung hatte er bereits Gastverpflichtungen am Staatstheater Kassel (Oktober 2006, als Theodor in Liebelei) und beim freien Theater Künstlerhaus Mousonturm (Dezember 2006). Nach seinem Schauspielabschluss mit Diplom spielte er im Sommer 2007 in einer Produktion am Schauspiel Frankfurt.

### Pfalztheater Kaiserslautern
Mit Beginn der Spielzeit 2007/08 erhielt Klein ein zweijähriges Festengagement am Pfalztheater Kaiserslautern, wo er bis Anfang 2010 zum Ensemble gehörte. Dort trat Klein in zahlreichen Rollen des klassischen und modernen Theaterrepertoires auf. Seinen ersten großen Erfolg hatte er dort in der Spielzeit 2007/08 in dem Stück Monsieur Ibrahim und die Blumen des Koran, bei dem Klein in einer Fassung als Theatermonolog alle Rollen des Stücks sprach und spielte.
Zu seinen Bühnenrollen am Theater Kaiserslautern gehörten u. a. der junge, schöne Edelmann Christian de  Neuvillette, der sich seine Liebesgedichte vom Titelhelden schreiben lässt, in Cyrano de Bergerac (Premiere: Spielzeit 2007/08), Ferdinand in Kabale und Liebe (Premiere: Spielzeit 2008/09), Sir Mordred in Merlin oder Das wüste Land (Premiere: Spielzeit 2008/09, Regie: Murat Yeginer), der „zappelige Patient“ Martini in Einer flog über das Kuckucksnest (Premiere: Spielzeit 2008/09) und Jonathan, der Ältere der beiden Brüder, in Die Brüder Löwenherz nach Astrid Lindgren (Premiere: Spielzeit 2009/10).
In der Spielzeit 2009/10 verkörperte er den „ehrlich-redlichen“ Schweizerkas im Brecht-Stück Mutter Courage und ihre Kinder; unter der Regie von Michael Lerchenberg legte Klein die Rolle des Courage-Sohns als „zahlenbesessenen Autisten“ an. In der Spielzeit 2009/10 war er außerdem, an der Seite von Andrea Cleven (als Gast), der alkoholsüchtige Millionärssohn Brick in Tennessee Williams’ Theaterstück Die Katze auf dem heißen Blechdach (Regie: Ina Annett Keppel).

### Burgfestspiele Bad Vilbel
Nach dem Auslaufen seines Zwei-Jahres-Vertrags am Pfalztheater Kaiserslautern ging Klein zunächst für eine einjährige berufliche Auszeit nach Australien, wo er seinen Lebensunterhalt mit diversen Jobs verdiente.
Im Sommer 2010 nahm er seine Bühnenlaufbahn wieder auf. Er gastierte in der Rolle des Mariolino, der Sohn eines verarmten Bauern, in einer Bühnenfassung von Don Camillo und Peppone erstmals bei den Burgfestspielen Bad Vilbel. In der Folgezeit trat er regelmäßig bei den Festspielen Bad Vilbel auf. 2011 war er der Räuber Spiegelberg im Schiller-Drama Die Räuber.
2013 und 2014 trat er erneut bei den Burgfestspielen Bad Vilbel auf. Er war Mercutio in Romeo und Julia und der Student Jack Chasney in der Komödie Charleys Tante, hatte 2014 und 2015 großen Erfolg als E-Mail-Liebesbriefschreiber Leo Leike in Daniel Glattauers Gut gegen Nordwind; eine Rolle, die er auch in der Fortsetzung Alle sieben Wellen spielte. 2016 übernahm er bei den Burgfestspielen Bad Vilbel die männliche Hauptrolle in Mondscheintarif nach dem Roman von Ildikó von Kürthy; außerdem war er der Räuber Klein-Klipp im Familienstück Ronja Räubertochter.
2017 verkörperte er bei den Burgfestspielen Bad Vilbel den Gaukler Staubfinger in einer Inszenierung des Fantasy-Romans Tintenherz und den „schnöseligen“ Liebhaber Silvio in der Goldoni-Komödie Der Diener zweier Herren.

### Weitere Engagements
In der Spielzeit 2011/12 gastierte Klein wieder am Pfalztheater Kaiserslautern. In der Spielzeit 2012/13 trat er am Grenzlandtheater Aachen als Lysander in einer Sommernachtstraum-Inszenierung von Ulrich Wiggers auf.
In der Spielzeit 2013/14 kehrte er für die Hauptrolle des Katers in der Uraufführung des Kinderstücks Die Bremer Stadtmusikanten von Nina Büttner (Stipendiatin des Else Lasker-Schüler-Stückepreises) ans Pfalztheater Kaiserslautern zurück.
2014 trat er am Pfalztheater Kaiserslautern in der Orestie von Aischylos auf.

### Film, Fernsehen, Werbung
Klein übernahm auch Film- und TV-Rollen. In der RTL-Dramedyserie Sankt Maik (2018–2021) hat er eine durchgehende Hauptrolle als Arzt Dr. Sven Keiser; er war der Exfreund der Serienhauptfigur Eva.
In dem ZDF-„Herzkino“-Film Ein Sommer in Oxford, der im Oktober 2018 erstausgestrahlt wurde, spielte Klein seine erste Fernsehhauptrolle. Er verkörperte, an der Seite von Mira Bartuschek, den Handwerker Daniel, in dem die weibliche Hauptfigur, die junge Historikerin Nina, einen Freund und Seelenverwandten findet. In der Inga-Lindström-Verfilmung Feuer und Glas (Erstausstrahlung: Januar 2020) spielte er in der Rolle des „charismatischen, unkonventionellen“ Stellan Vikander die männliche Hauptrolle. In der 35. Staffel der ZDF-Serie SOKO München (2020) übernahm Klein eine der Episodenrollen als tatverdächtiger verheirateter Ex-Liebhaber einer ermordeten Hebamme. In der TV-Serie In aller Freundschaft übernahm Klein ab Folge 971 (Mai 2022) die Rolle des Physiotherapeuten Darren Macneil. In der 1024. Folge (29. August 2023) hatte er in dieser Rolle seinen letzten Auftritt in der Serie.
Seit Mai 2024 ist er in der Sat1-Fernsehserie Die Landarztpraxis als Bergretter Lukas Seidl in einer der Hauptrollen der 2. Staffel zu sehen.
Klein war auch in Werbekampagnen für Ritter Sport und Bündnis Entwicklung Hilft zu sehen.

### Privates
Klein ist mit der Akkordeonvirtuosin Alexandra Maas, Gewinnerin u. a. des deutschen Akkordeon-Musikpreises, liiert. Er lebt in Kaiserslautern.

## Filmografie
- 2018–2021: Sankt Maik (Fernsehserie, Serienrolle)
- 2018: Ein Sommer in Oxford (Fernsehreihe)
- 2020: Inga Lindström – Feuer und Glas (Fernsehreihe)
- 2020: SOKO München: Die Hebamme (Fernsehserie, eine Folge)
- 2022–2023, 2024: In aller Freundschaft (Fernsehserie, Serienrolle)
- seit 2024: Die Landarztpraxis (Fernsehserie, Serienhauptrolle)
- 2025: Nord bei Nordwest – Fette Ente mit Pilzen